# Urge (Sauga)
Urge – wieś w Estonii, w prowincji Parnawa, w gminie Sauga.